# 霜田明寛
霜田 明寛（しもだ あきひろ、1985年9月25日 - ）は、日本のウェブマガジン編集者、エンタメライター、就活アドバイザー、ミスキャンパス評論家である。

## 経歴
東京都生まれ。東京学芸大学附属世田谷中学校、東京学芸大学附属高等学校を経て、2004年に早稲田大学商学部入学。9歳でSMAPに憧れ、18歳でジャニーズJr.オーディションを受けた「元祖ジャニヲタ男子」。オーディションの結果が届かず、「ジャニーズになれない今、就職活動という選択肢の中で選べる最も近い職業だ」という理由でアナウンサーを目指し、3年間でテレビ局を50社ほど受験するも内定は出なかった。在学中、第四回出版甲子園準グランプリを受賞。2009年に大学を卒業後、四谷大塚で塾講師のアルバイトをしながら、1作目である『テレビ局 就活の極意 パンチラ見せれば通るわよっ!』を出版。就職活動に関する講演活動も行う。2011年水野敬也に弟子入り。原宿のアトリエで過ごす時間に「水野敬也のアトリエごはん」や「何も生まない会議」などの動画配信を行っていた。就活アドバイザーとしてアドバイスの信憑性を高めるため、就職することを決意。2013年にトレンダーズ株式会社へ入社。プレスリリース作成やメディア立ち上げの傍ら、同僚のはあちゅうらと『ゲスアワー』の配信を行う。現在は「永遠のオトナ童貞のための文化系WEBマガジン・チェリー」の編集長として著名人にインタビューを行い、成功の秘訣や人生哲学などを引き出している。『マスコミ就活革命～普通の僕らの負けない就活術～』ほか3冊の就活・キャリア関連の著書を持ち、『ジャニーズは努力が9割』が4作目の著書となる。4作目を出版後、「ジャニーズに学ぶビジネス術」、「ジャニーズに学ぶ出世術」、「ジャニーズに学ぶ教育術」など、ジャニーズとビジネスや教育を関連させた企業講演も行っている。2020年9月Yahoo!ニュース公式コメンテーターに起用される。

## 人物

### ウェブ編集者としての活動
2013年ソーシャルトレンドニュースの編集長に就任。2016年3月に「永遠のオトナ童貞のための文化系WEBマガジン・チェリー」編集者に就任。気鋭の舞台演出家・映画監督をはじめとした著名クリエイターが連載を執筆するカルチャーウェブマガジンを運営している。

### 就職アドバイザーとしての活動
マスコミ就職活動サークル「就活エッジ」を主催。5年で30人以上のテレビ局アナウンサー、100人以上のマスコミ内定者を出す実績を持つ。2020年よりオンラインでの講座も開始。就職活動生の人生を1分間の自己PRにまとめる特技を持ち、オフラインで500名以上、オンラインで70名以上実施した実績がある。早稲田大学で就活講座を担当。

### ミスキャンパス評論家としての活動
2004年以降のミスキャンパス出場者のデータを記憶している。自身のブログでミス慶応やミスソフィアのグランプリを連続的中させるなど造詣が深く、週刊誌にミスキャンパスを題材とした連載を持つ。

### エンタメライターとしての活動
自身が編集長を務めるチェリーをはじめ、他媒体でも、映画監督や俳優・脚本家などにインタビュー。作品の推薦コメントを寄せたり、パンフレットに寄稿などもしている。松居大悟が演出を務める舞台『Birdland』のパンフレット編集を担当し、巻末コラム『上田竜也という“壊れないスター”』、キャスト座談会や演出家対談を執筆した。試写会やイベントなどの司会・ゲストとしても登壇。『中川大志・はたちを祝う会』の司会（天の声）を務めるなど、タレント個人のイベントに関わることもある。SBS（静岡放送）ラジオ『IPPO』準レギュラー、映画イベントの司会も務めるなど、書く・話すの両面で、ドラマ・映画といったエンターテイメントを紹介している。

### 人間関係
- 同い年である映画監督の松居大悟や、お笑いコンビのニューヨーク屋敷裕政らと親交が深く、不定期でトークイベント『シュガーティ―チャーの放課後』[27]を開催。松居のラジオ番組J-WAVE『JUMP OVER』やニューヨークのYOUTUBEチャンネルにも登場[28]している。
- ボディワーカーの森拓郎はシモダフルデイズのファンである。自身のVoicyで「彼の観察力には勝てない」「才能を目の前にして骨抜きにされている」[29]「日常をあそこまで面白く喋れる人はいない」[30]　などと語っている。自身のVoicy番組へのゲスト出演を依頼したところから親交が深まった。霜田明寛ファンの総称として「シモダー」と命名[31]。33歳の誕生日イベント「シモダーの集い」を開催した際、スペシャルゲストとして登場した[32]。不定期に合同でVoicyを配信している[31][33][34][35][36][37][38][39]。

### 特技
- ジャニーズソムリエ　相手の人生に関する質問をいくつか行い、回答を元におすすめのジャニーズタレントを提案することができる[40]。
- 広告宣伝車の放送モノマネ　行動圏内で広告宣伝車を見かけることが多く、自身のVoicyでモノマネを披露している[41]。

### エピソード
- 中学受験塾の塾講師アルバイトでは国語を担当。担当クラスでは独自の添削ルールを用いていた。模範解答から遠い回答でも、生徒独自の意見が入っているものや面白いものについては、緑のペンで丸をつけていた。当初、記述式の問題を空欄で提出していた生徒達が記述して提出するようになり、緑の丸を狙って書く生徒もいた。最終的に平均偏差値が40程度だった担当クラスは、国語の平均点だけ平均偏差値が60まで伸びた[42][43]。
- 高校1年の時からジャニーズに履歴書を送り続け、2004年7月にテレビ東京のスタジオで行われたジャニーズJr.オーディションを受験。同じ会場に山田涼介がいた。会場で特技であるCHARAのモノマネを披露しようと挙手したところ、振付師のサンチェに却下された[44]。
- 2011年のSexyZoneデビュー記念の握手会に参加。握手してもらう瞬間、中島健人に「男ですみません」と謝ったところ「ありがとう！僕たちは、結婚だけができないね」と返され、プロフェッショナルとしての意識の高さを感じたことを『ジャニーズは努力が9割』に書いている[45]。

## 出演

### テレビ
- 白熱ライブ ビビット （TBS、2016年10月6日）ミス慶應コンテスト中止についてVTRコメント
- サンデージャポン（TBS、2016年10月9日）今週のサンジャポ的ワイドショー講習にて吉田明世アナウンサーによるミス慶應に関するインタビュー
- 羽鳥慎一モーニングショー（テレビ朝日、2016年10月17日）ミス慶應に関してコメント
- AbemaPrime（テレビ朝日、2016年10月17日）トレンドを紹介するコーナーにて、アプリ『CHIP』についてコメント
- スッキリ!!（日本テレビ、2016年11月18日）慶應義塾大学三田祭に関してコメント
- ちょっといいコト!（岩手朝日テレビ、2020年2月1日）『ちょっとピックアップ』コーナーにて、スタジオ生出演で『ジャニーズは努力が９割』の紹介
- 金曜日のソロたちへ（NHK総合、2020年12月4日）＃32　自称崖っぷち女優＆クイズマニア＆WEBライター の回に出演 [46]
- スッキリ!!（日本テレビ、2022年4月27日）『書店にあふれる９割本ブーム』特集に『ジャニーズは努力が９割』著者として出演
- NHKスペシャル「君の声が聴きたい～若者が願う　幸せのカタチ～」（NHK総合、2022年5月7日） ミスコンテストの歴史について解説[47]

### 雑誌・新聞
- 『本人襲撃!話せばわかる!』 週刊プレイボーイ （集英社）（2009年8月10日号）著者インタビュー
- 『ジャニヲタ男子の奇妙な日常』 週刊SPA! （扶桑社）（2009年10月6日号）[48]
- 『ミスキャンパスはなぜ女子アナの登竜門か』 NumeroTOKYO （扶桑社）（2012年5月号）コメント
- 『急増する　かわいさアピール男子にちょっと待った!!』 週刊プレイボーイ （集英社）（2012年8月13日号）
- 『ES用スナップ写真の正解教えます!』 JJ （光文社）（2013年12月号） 4P特集にてコメント
- 『リクスー姿の就活美女12人』 FRIDAY （講談社）（2015年4月10日号）就活アドバイザーとしてコメント [49]
- 『デキる人ほどやっている「女性目線」の仕事術』 BIGtomorrow （青春出版社）（2015年11月号）
- 『男のためのジャニーズ入門』 週刊SPA! （扶桑社）（2016年3月1日）にてコメント
- 『男目線でイケメンについて徹底トーク!同性だからこそ感じる『真のイケメン』の魅力とは？』 ViVi （講談社） （2018年1月号）歌広場淳と対談[50]
- 映画『天気の子』肯定派とアンチ派で恋愛遍歴に差はあるのか? 週刊プレイボーイ （集英社）（2019年8月25日号）コメント[51]
- 『NEWSは3人に “YOU&J世代”手越祐也のメンバー離脱は必然だ』 日刊ゲンダイ（2020年6月26日）コメント[52]
- 『嵐　目標は300万人動員　夢のオンラインツアー計画』週刊女性 （2020年6月30日号）　ジャニーズ事務所のネット進出についてコメント
- 『韓国ドラマ『愛の不時着』リ・ジョンヒョク中隊長の男もホレる童貞力』 週刊プレイボーイ （集英社）（2020年7月6日）コメント
- 『死去から1年、ジャニー喜多川さんが遺した「宿題」と事務所の「危機」』 週刊女性 （2020年7月7日）コメント[53]
- 『田中みな実を輩出した青学ミスコンが盛り上がる陰で、消費されてく「女子大生たち」』週刊女性PRIME （2020年9月21日） コメント[54]
- 『嵐が“国民的アイドル”になった瞬間、「日本を元気に」走り出した9年前の3月11日』週刊女性（2020年10月13日号）コメント[55]
- 『V6が25周年、“脱退者”ナシの超安定グループの裏に「アンチ光GENJI」の精神』週刊女性（2020年10月20日号）コメント[56]
- 『V6、ひとりも欠けずにデビュー25周年！6人で築き上げた軌跡と長続きの秘訣』週刊女性（2020年10月27日号）コメント[57]
- 『V6“既婚者4人”も人気のワケと、ファンが結婚相手に送る「ありがとう」の愛言葉』週刊女性（2020年11月3日号）コメント[58]
- 『大学ミスコンはオワコン?　女性を商品に“課金ゲーム化”する運営への非難も』 週刊SPA! （扶桑社）（2020年11月7日）コメント[59]
- 『大学ミスコンは今　女子アナへの近道、人気呼ぶ　大人社会が求める「美」』毎日新聞 （2020年12月9日） コメント[60]
- 『嵐メンバーが見た光と闇』週刊女性（2020年12月15日号）コメント
- 『嵐メンバーが見た光と闇』週刊女性（2021年1月5・12日合併号）コメント
- 『松本潤　脚本家が重ねたあの演技派俳優の面影』週刊女性（2021年2月9日号）コメント[61]
- 『裏方カリスマ性 長瀬智也 ジャニーズ1の連ドラ俳優28年アルバム』 女性自身（2021年2月16日号）コメント[62]
- 『二宮和也（37）ユーチューバー入りを促した武将』週刊女性（2021年5月25日号）コメント[63]
- 『木村拓哉に大御所感、海外ドラマ“世界進出”の裏で続編渋る「テレ朝人気ドラマ」』週刊女性（2021年7月6日号）コメント[64]
- 『ジャニーさん没後の“滝沢改革”に悩むJr.、22歳定年制で「大学進学志望者」が続出』週刊女性（2021年7月27日号）コメント[65]
- 『メリー喜多川さん “女帝”ではない「衣装おばさん」の顔と、滝沢秀明に託した“遺言”』週刊女性2021年9月7日号）コメント[66]
- 『平野紫耀は「キムタク＋相葉＋中居」か ジャニーズがゴリ押しする裏事情』日刊ゲンダイ（2021年8月25日号）コメント[67]
- 『キンプリ世界進出に携える「３年前の金言」』週刊女性（2021年9月14日号）コメント[68]

### ラジオ
- 霜田明寛の26歳問題 （調布FM ほか全国60局ネット FMドリームゲート内コーナーレギュラー 2012年4月〜6月）[10]
- IPPO（静岡放送 SBSラジオ　準レギュラー）
- STEP ONE
  - （J-WAVE【YOU聴いちゃいなよ！「ジャニーズは努力が9割」著者に聞くジャニーズ流！人材育成術とは？】2019年9月2日）[69]
  - （J-WAVE【SAWAI SEIYAKU SOUND CLINIC ジャニーズから学ぶ「やる気アップ術」】2020年12月2日-28日）[70]
  - （J-WAVE『SAISON CARD ON THE EDGE・採用を勝ち取るコツと良い学生を採用するコツとは？就活と採用の現在地』2022年4月11日）[71]
- 笑顔のデザイン（渋谷クロスFM　第93回　霜田 明寛さんと考える、ニューノーマル、働き方、そして「人」　2020年10月16日　ゲスト出演）　[72]
- MUSIC CROSSOVER （静岡放送 SBSラジオ 嵐Special Day でゲスト出演　サクラップの変遷について　2020年11月5日）[73]
- JUMP OVER
  - （J-WAVE　2021年2月3日、10日　ゲスト出演）[74]
  - （J-WAVE　2021年11月3日、10日　代理ナビゲーターとして出演）

### WEB
- 今週のミスキャンパス (FRIDAYデジタル 2013年)
- 美女友だちを作ろう (AOLニュース  2014年7月8日 - 2016年12月26日)[75]
- 就活は終わらない (日経ビジネスオンライン 2015年)  中川淳一郎、小島慶子との対談連載
- 新卒フリーランスが、27歳で初めて会社員になったワケ (アントレ STYLE MAGAZINE 2017年5月11日)[76]
- 最近「童貞コンテンツ」が増えているのはなぜ？ イメージ変化のきっかけは2002年!?(新R25 2017年12月13日)[77]
- ビジネスマンこそジャニーズにハマるべき!? “元祖ジャニオヲタ男子”が語る偏愛の20年(新R25 2018年8月29日)[78]
- “言葉のプロ”はどう伝える!? サウナ好き編集長たちによる「サウナの魅力」プレゼン大会 (新R25 2018年11月1日)[79]
- 「ジャニー喜多川が日本の芸能史を変えた」、“ジャニオタ男子”が見た功績と今後 (ORICON NEWS 2019年9月4日)[80]
- 社会人だからこそ胸に響く……ジャニオタ・サラリーマンが猛烈に推す、ジャニーズ5つの神曲 (BuzzFeed 2019年9月14日)[81]
- 「自分の代わりはいくらでもいる」が前提。社会人こそ真似したいジャニーズのアイドルたちの仕事術 (BuzzFeed 2019年9月17日)[82]
- 嵐が人々の「記憶」に残した功績、時代が生んだアイドルが切り開く未来とは(ORICON NEWS 2020年12月30日)[83]

## 作品

### 著書
- 『テレビ局 就活の極意 パンチラ見せれば通るわよっ! [電子書籍版]』ゴマブックス
- 『普通の僕らの負けない就活術 マスコミ就活革命(レボリューション) 』早稲田経営出版
- 『面接で泣いていた落ちこぼれ就活生が半年でテレビの女子アナに内定した理由』日経BP
- 『ジャニーズは努力が9割』新潮新書
- 『夢物語は終わらない　～影と光の”ジャニーズ”論～』文藝春秋

### 連載
- 女子大生水着美女図鑑 （FRIDAY　講談社）（1回～154回まで担当）[84]
- 霜田明寛の就活十番勝負　（東大新聞オンライン　2014年3月7日 - 2015年10月18日）[85]
- やれたのか討論会 （新R25 2018年2月9日 - 2018年3月9日）[86]
- 証言から読み解くジャニーズの本音と建前（日刊ゲンダイ）[87]
- ジャニーズは努力が9割 （cakes （ケイクス）〈ピースオブケイク〉2018年1月9日 - ）[88]
- 東京シモダストーリー （cakes （ケイクス）〈ピースオブケイク〉2018年12月25日 - ）[89]

### 記事

#### ジャニーズ
- ジャニーズは努力が9割
  - 【前編】：ジャニーズという「努力の天才たち」から学んだ仕事哲学 （ITmedia ビジネスオンライン 2019年8月16日）[90]
  - 【中編】：滝沢秀明がジャニー喜多川の「後継者」となった理由　（ITmedia ビジネスオンライン 2019年8月17日）[91]
  - 【後編】：ジャニー喜多川が育成　TOKIO国分太一、V6井ノ原快彦に学ぶ「最強のコミュニケーション術」 （ITmedia ビジネスオンライン 2019年9月4日）[92]
- 山田涼介の努力がすごすぎる　競争社会ジャニーズをいかに勝ち抜いたか （デイリー新潮 2019年10月31日）[93]
- 生田斗真　ジャニーズの“伝統”を変えた男 （デイリー新潮 2019年12月14日）[94]
- 「娘と付き合わせたくないグループNo.1」SixTONES　チャンスをつかみ損ね続けてきた男たちがデビュー （デイリー新潮 2020年1月22日）[95]
- 滝沢秀明ジャニーズ事務所副社長　10年前にYouTubeに目を付けていたビジネスセンスと先見性に迫る　（ITmedia ビジネスオンライン 2020年5月27日）[96]
- キムタクは父になる前からかっこよかった……「Cocomi、Kōki,に教えたい」出演ドラマ“3つの神回”　（文春オンライン 2020年5月7日）[97]
- “亀と山P”なのに暗すぎるドラマ「野ブタ。」が2020年にウケるのはなぜか （文春オンライン 2020年5月16日）[98]
- なかなかユニットを出さないジャニーズが「中島健人&平野紫耀」を組ませたことには理由がある （文春オンライン 2020年7月4日）[99]
- 「ジャニー喜多川」死去1年…堂本光一、山Pらの言葉と”YOU”の秘密 （文春オンライン 2020年7月12日）[100]
- 「長瀬智也」退所、29年のジャニーズ歴で振り返る「音楽への愛」 （デイリー新潮 2020年7月23日）[101]
- 堂本剛が自宅からのラジオ番組で泣く2カ月…世界が痛むと、堂本剛の心も痛む　（デイリー新潮 2020年7月29日）[102]
- 長瀬智也が「お茶の間」から愛される理由　「普通の感覚」を持ちながらも追い求めた「自分だけのもの」 （デイリー新潮 2020年8月4日）[103]
- 「二宮和也」「西畑大吾」「美少年」「キンプリ」…ジャニーズと平和の物語 （デイリー新潮 2020年8月14日）[104]
- キムタクは父になる前からかっこよかった……「Cocomi、Kōki,に教えたい」出演ドラマ“3つの神回”――2020上半期BEST5　（文春オンライン 2020年8月20日）[105]
- ジャニーズと24時間テレビ…チャリティーTシャツをデザインした男たち（デイリー新潮 2020年8月21日）[106]
- 岸優太と重岡大毅、24時間テレビに初挑戦…王道の輝きと親しみやすさ（デイリー新潮 2020年8月22日）[107]
- 「V6」勤続25年…結婚率の高さ、個人活動、アイドルの領域を広げてきた軌跡（デイリー新潮 2020年9月22日）[108]
- アイドルなのに“いいお父さん”、井ノ原快彦が築いた稀有な立ち位置 （オリコンニュース 2020年10月19日）[109]
- Kis-My-Ft2「宮田俊哉」の“好き”を突き詰めた人生　アニメ、ヲタ芸から声優にも挑戦 （デイリー新潮 2020年10月20日）[110]
- 「24年もかかってごめんね」元SMAP森且行が3つに分かれた5人を再び“1つ”にした日 （Number Web 2020年11月15日）[111]
- 「写真集」発売　髄膜腫を患い、手術を受けた「関ジャニ∞・安田章大」の「悟り方」（デイリー新潮 2020年11月30日）[112]
- Bookwormの読書万巻 『オルタネート』加藤シゲアキ  読書エッセイ（週間新潮 2020年12月10日号）[113]
- 「堂本光一」が演出家として行う、「ジャニー喜多川の夢」の引き継ぎとレクイエム （デイリー新潮 2020年12月15日）[114]
- SMAPと嵐、史上最多の7組…紅白出場組で考える、ジャニーズは「2015年→2020年」で何が変わった？（Number Web 2020年12月31日）[115]
- ジャニーズ2020年の興亡…不祥事と退所に揺れた帝国の激動（日刊ゲンダイ新春特別号 2021年1月1日）[116]
- 「嵐」活動休止で探る「お茶の間感」や「普通さ」を保ち続けられた理由とは（デイリー新潮 2021年1月4日）[117]
- 『ジャニーズは努力が9割』を体現するSnow Man　「16、16、15、15、15、14、14、10、5」の秘密（デイリー新潮 2021年1月15日）[118]
- 「ジャニーズJr.」22歳活動終了制度導入に見える、「可愛い子には旅をさせよ」の愛（デイリー新潮 2021年1月20日）[119]
- 日本のドラマ界を背負ってきた「長瀬智也」24本目の主演ドラマ「俺の家の話」と「ポスト長瀬」（デイリー新潮 2021年1月22日）[120]
- 「嵐・松本潤」は5人目で史上最年長！　「ジャニーズとNHK大河主演」の不思議な関係（デイリー新潮 2021年1月28日）[121]
- 帰ってきた「Endless SHOCK」、堂本光一の「本気」と「決意」（デイリー新潮 2021年2月13日）[122]
- 「V6」解散で考える、「ジャニーズ・アイドル」それぞれの身の振り方の具体例（デイリー新潮 2021年3月16日）[123]
- 変わりゆくジャニーズ事務所の今 崩壊ではなく改革（Yahoo!ニュースオリジナル Voice 2021年4月8日）[124]
- TOKIOの再出発でわかった「国分太一」という男の凄まじさ…その根底にあるもの（現代ビジネス 2021年4月11日）[125]
- 大ヒット『ドラゴン桜』が示す、この16年で「ジャニーズ」に起きた“巨大な変化”（現代ビジネス 2021年5月16日）[126]
- King & Prince3周年、岸優太の「ありのままをさらけ出す後輩力」がスゴすぎる…！（現代ビジネス 2021年5月23日）[127]
- A.B.C-Zの河合郁人の大ブレイク　ジャニーズモノマネをする異色のジャニーズが生まれた理由（現代ビジネス 2021年6月21日）[128]
- ジャニー喜多川氏の死から2年　退所やグループ解散が続く中で改めて“遺したもの”について考える（デイリー新潮 2021年7月9日）[129]
- ジャニーズWEST・重岡大毅、ゴールデンドラマ「＃家族募集します」主演の実力と魅力（デイリー新潮 2021年7月10日）[130]
- 【藤島メリー氏死去】　ジャニーズを創業から支えた美学とディズニーとの共通点（デイリー新潮 2021年8月18日）[131]
- SMAPデビューから30年　木村・中居が言及した「8年でスタートライン」の法則（デイリー新潮 2021年9月9日）[132]
- 嵐「櫻井・相葉」入籍　ジャニーズタレントが結婚を機に仕事の幅を広げてこられた理由とは？（デイリー新潮 2021年10月2日）[133]
- 「嵐の22周年」　活動休止期間中に見せるジャニーズではレアな“疑似グループ活動”（デイリー新潮 2021年10月23日）[134]

#### 就活
- Zoom面接の第一人者が教える「採用のオンライン化」で得られるもの、失われるもの （ITmedia ビジネスオンライン 2020年6月5日）[135]
- 就活人気ランキング“圏外”に　起死回生の「デジタル採用」繰り広げるテレビ局の焦燥（ITmedia ビジネスオンライン 2020年8月26日）[136]
- 22年卒コロナ就活突破術！オンライン面接と対面のマスク面接、どちらが有利？（DIAMOND online 2021年3月5日）[137]

#### ビジネス
- ひろゆきの仕事哲学【前編】：【独占】ひろゆきが語る「“天才”と“狂気”を分けるもの」（ITmedia ビジネスオンライン 2019年7月18日）[138]
- ひろゆきの仕事哲学【中編】：ひろゆきが斬る「ここがマズいよ働き方改革！」――「年収2000万円以下の会社員」が目指すべきこと （ITmedia ビジネスオンライン 2019年7月19日）[139]
- ひろゆきの仕事哲学【後編】：ひろゆきが“日本の未来”を憂う理由――「他人は変えられない」 （ITmedia ビジネスオンライン 2019年7月22日）[140]
- “小泉進次郎タイプ”は不利!?「得するオンラインコミュニケーション」4つの極意　（週刊女性PRIME 2020年10月19日）[141]
- オンラインでのコミュニケーションを円滑に！ 必勝法は「自分で笑う」松本人志式（週刊女性PRIME 2020年11月28日）[142]
- フジテレビの女子アナ“ステマ”疑惑が突き付ける「※ツイートは個人の見解です。」のウソ （ITmedia ビジネスオンライン 2021年6月12日）[143]
- ホリエモンが教育ビジネスに取り組む真意　「あと何年かで“ゼロ高出身のスーパースター”が出てくる」（ITmedia ビジネスオンライン 2021年8月21日）[144]
- 育児中の主婦が立ち上げた「子ども向け英語スクール」は年商7000万円に成長　教育ビジネスの勝ち組に「異色の戦い方」を聞いた（ITmedia ビジネスオンライン 2021年8月23日）[145]
- 別所哲也に聞く「企業ブランディングに映像が求められる理由」　急速に立ち上がった新市場（ITmedia ビジネスオンライン 2021年9月2日）[146]
- 岡田武史監督が選んだ経営者という生き方　FC今治を通じて“チーム日本”を引っ張る（ITmedia ビジネスオンライン 2021年9月22日）[147]